# Rue Karmelitská
 (juillet 2023).
Si vous disposez d'ouvrages ou d'articles de référence ou si vous connaissez des sites web de qualité traitant du thème abordé ici, merci de compléter l'article en donnant les références utiles à sa vérifiabilité et en les liant à la section « Notes et références ».
La rue Karmelitská (littéralement, rue des Carmes ou des Carmélites) est une voie de Prague. Située dans le quartier de Malá Strana elle relie l'intersection des rues Újezd et Harantova (cs) à la place de Malà Strana. Une ligne de tramway traverse la rue.

## Origine du nom
L'église Notre-Dame de la Victoire, dite « Église de la Vierge de Prague », a été fondée au milieu du XVIe siècle près du monastère carmélite au numéro 9, d'où le nom de la rue.

## Historique

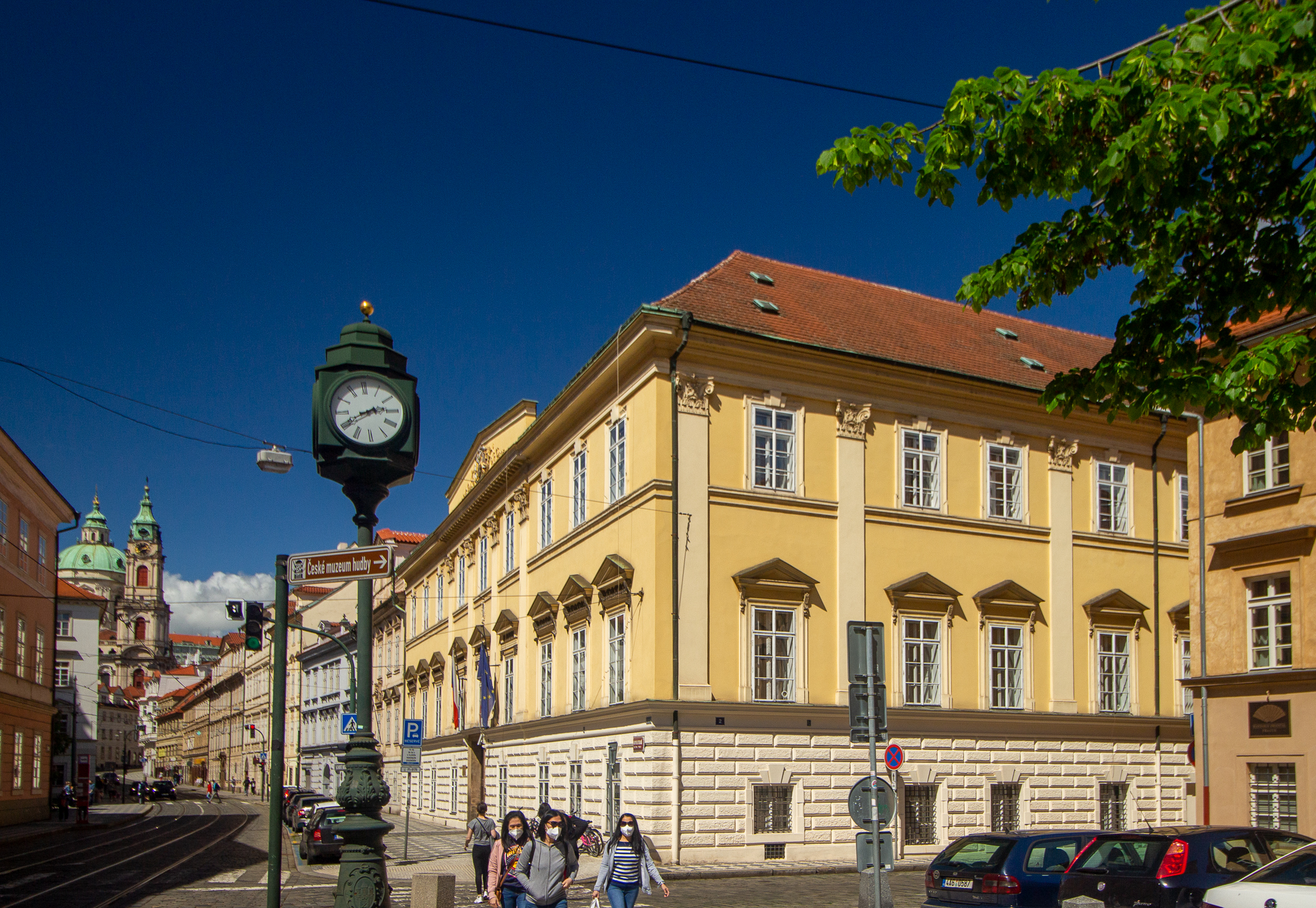
Palais des Rohan à Karmelitská

La rue a été créée au Moyen Âge et se trouvait derrière les murs de Malá Strana. Au XIVe siècle, le roi Charles IV a étendu les murs jusqu'à Smíchov et la rue est devenue une partie de la ville Malá Strana de Prague.
Après la bataille de la Montagne-Blanche, l'ordre des Carmes Déchaux a acquis le terrain dans le quartier de la rue, qui y a établi son monastère avec l'église Notre-Dame de la Victoire.
À l'extrémité sud de la rue se trouve le bâtiment classique du Palais Rohan, qui a été construit à l'origine à partir de trois bâtiments par l'architecte Bonifác Wolmut en 1571. Le palais a été reconstruit plusieurs fois et abrite aujourd'hui le ministère de l'Éducation, de la Jeunesse et des Sports de la République tchèque.

## Bâtiments remarquables et lieux de mémoire
- Le Musée tchèque de la musique dans le bâtiment de l'ancienne église du monastère de Sainte-Marie-Madeleine - numéro 4 (cs)
- Palais Rohan, aujourd'hui siège du ministère de l'Éducation et de la Culture - au numéro 8[1]
- Église Sainte-Marie-de-la-Victoire « Chez l'Enfant Jésus de Prague » avec monastère des Carmélites - numéro 9[2]
- Palais Vrtba et jardin Vrtba - numéro 25[3],[4]
- Palais Lažanský (tribunal de district de Prague-Ouest)
- Maison cubiste - numéro 26